# Sannat (Malta)
Sannat – jedna z jednostek administracyjnych na Malcie.